# 里卡多·卡雷拉斯
里卡多·卡雷拉斯（英語：Ricardo Carreras，1949年12月8日—），美国男子拳击运动员。他曾代表美国参加1972年夏季奥林匹克运动会拳击比赛，获得一枚铜牌。他也曾参加1971年泛美运动会。